# Ibrahima Gabar Diop
Pour les articles homonymes, voir Diop.
Ibrahima Gabar Diop (né le 25 janvier 1947 à Dakar) est un officier général sénégalais. Général de division depuis 2003, il a exercé les fonctions de chef de l’état-major particulier du président de la République du Sénégal et de Commandant du Groupement national des Sapeurs pompiers. Il est l'actuel Directeur Général de l’Agence nationale des nouveaux ports du Sénégal (ANNPS).

## Formation
Né le 25 janvier 1947 à Dakar, Ibrahima Gabar Diop est élève du lycée Van Vollenhoven de 1963 à 1966 et y obtient le baccalauréat.
Il prépare ensuite le concours de Saint-Cyr à la corniche Bournazel du lycée Dumont-d'Urville de Toulon et intègre en 1969 l'École spéciale militaire de Saint-Cyr. Pendant cette période l'école est dirigée par le général de brigade Jean Richard.
De 1969 à 1971, il est élève-officier appartenant à la promotion no 156 Général Gilles, comme Birago Diouf, Makha Keita (Directeur de l'Agence de Promotion du réseau Hydrographique National), Joseph Gomis, Papa Khalilou Fall (ancien CEMGA), Chérif Ba (ancien commandant des pompiers) et le général Pathé Seck (ancien Haut Commandant de la gendarmerie et ambassadeur au Portugal).
De 1971 à 1972, il suit le cours de perfectionnement des officiers subalternes à l'École d'application de l'arme blindée cavalerie de Saumur.
En 1978, il est ensuite diplômé de l'École d'état-major de Compiègne.
De 1992 à 1993, il suit les cours au US Army War College.

## Carrière
1982-1986 : Attaché Militaire Adjoint à Paris 
1986-1988 : Commandant du Bataillon des Blindés 
1988-1989 : Chef de Division EMGA 
1989 : Adjoint Opérations Comzone Centre 
1989-1991 : Adjoint Opérations Comzone Sud 
1991-1992 : Chef de la Division Renseignements EMGA 
1993-1996 : Chef de Cabinet du CEMGA le Général Mohamadou Keita
1996-2001 : Attaché Militaire à Riyad (Arabie Saoudite) 
2001-2006 : Il a été commandant du Groupement national des sapeurs pompiers. Alioune Samba lui succède.
Le 22 septembre 2003, il est promu au grade de général de division en même temps que le colonel Antou Pierre Ndiaye, le colonel de gendarmerie Abdoulaye Fall, le colonel Abdel Kader Guéye.
En 2006, il est nommé par le président Abdoulaye Wade chef d’état-major particulier du président de la République en remplacement de Bakary Seck qui deviendra Inspecteur général des Forces armées.Il est en même temps directeur général du Centre d’orientation stratégique (Cos), nouveau service chargé de coiffer tous les services de renseignements du Sénégal, qu'il a contribué à mettre en place et qu'il dirigera après son admission en 2e Section. 
En 2011, le chef de l’État en Conseil des ministres décide de nommer Ibrahima Gabar Diop, général de division (CR) directeur général des ports du Sénégal.
En juillet 2011, il est nommé directeur général de l’Agence nationale des nouveaux ports du Sénégal (ANNPS).